# Алтайский нож
Алтайский нож — национальный нож коренных тюркоязычных народностей, населяющих Горный Алтай.
Это универсальный «таежный» нож. Он большой, массивный, с насаженной деревянной ручкой и с остриём, поднятым вверх.
Алтайским ножом легко можно нарубить хворост для костра срубить жердь для очепа, просверлить остриём дырочку в дощечке и в то же время освежевать лося или снять шкурку с соболя или белки.

## Конструктивные особенности
Клинок ножа длиной 14-20 сантиметров. Ширина клинка неравномерная: в передней части она составляет 4-5 сантиметров, к рукояти суживается до 3-3,5 сантиметров. Толщина клинка — 3,5-5 мм. Заточка лезвия двухсторонняя, клиновидная. В современных версиях алтайских ножей часто треть обуха затачивается как у ножей-боуи. На остальной части обуха устраивается «пила».
Монтаж клинка к рукояти — «всадной» (хвостовик заходит внутрь рукояти). Гарда отсутствует.
Рукоять обычно комбинированная — передняя часть из бересты, задняя — из капа березы. Характерной особенностью алтайского ножа является наличие на конце рукояти выступа-«когтя», служащего для упора руки. Также на конце рукояти просверливается отверстие для темляка.